# Сянката на командира
„Сянката на командира“ (на английски: The Commandant's Shadow) е документален филм от 2024 г. на режисьорката Даниела Вьолер.
Snowstorm, Creators Inc. и New Mandate Films са продуценти на филма. HBO Documentary Films и Warner Bros. Pictures притежават правата за разпространение през април 2024 г. и излиза по кината между 29 май 2024 г.